# Mister Brasil 2007
Mister Brasil CNB 2007' foi a 4ª edição do [concurso de beleza CNB masculino de Mister Brasil CNB. O certame enviou candidatos do CNB brasileiros para concursos masculinos do mundo, entre os quais: Mister Mundo, Mister Internacional e Manhunt Internacional. A competição foi realizada no 16 de Janeiro no Teatro Fernanda Montenegro, em Curitiba, no Estado do Paraná com cerca de vinte e dois (22) candidatos das mais diversas regiões do País. Com direção artística de Henrique Fontes, coreografia de Marcelo Fagundes e apresentação de Francisco Budal e Jane Borges, o concurso visou celebrar a beleza masculina, combinando moda e esportes, inteligência e responsabilidade social. O vencedor teve uma vantagem de apenas 1 voto em relação ao segundo colocado, este foi Lucas Gil.

## Resultados do CNB

### Colocações
| Posição                                             | Candidato |
| --------------------------------------------------- | --- |
| Vencedor do CNB                                     | Pará - Lucas Barbosa Gil |
| 2º. Lugar                                           | Rio Grande do Sul - Alan Martini |
| 3º. Lugar                                           | Minas Gerais - Thiago Testoni |
| 4º. Lugar                                           | Rio Grande do Norte - Landerson Braga |
| 5º. Lugar                                           | Espírito Santo - Leandro Bosi |
| 6º. Lugar                                           | Pernambuco - Edilson Nascimento |
| (TOP 13) Semifinalistas (Em ordem de classificação) | Paraná - Gleiber Siolari Mato Grosso do Sul - Marcos de Lara Amazonas - Rafael Ortiz Acre - Francineudo Costa Santa Catarina - Edson Passos Piauí - Thiago Baptista |

### Premiações Especiais do CNB
- O concurso CNB distribuiu os seguintes prêmios este ano:

| Prêmio                   | Candidato                             |
| ------------------------ | ------------------------------------- |
| Mister Cordialidade CNB  | São Paulo - Rodolpho Marques          |
| Mister Fotogenia CNB     | Paraná - Gleiber Siolari              |
| Mister Imprensa CNB      | Rio Grande do Sul - Alan Martini      |
| Mister Personalidade CNB | Sergipe - Júlio Baptista              |
| Mister Amizade CNB       | Pernambuco - Edilson Nascimento       |
| Mister Sorriso CNB       | Rio Grande do Norte - Landerson Braga |
| Mister Hair Style CNB    | Amazonas - Rafael Ortiz               |

## Misters CNB Regionais
Os melhores classificados por regiões do País:
| Posição  | Candidato                             |
| -------- | ------------------------------------- |
| Nordeste | Rio Grande do Norte - Landerson Braga |
| Norte    | Pará - Lucas Barbosa Gil              |
| Sudeste  | Minas Gerais - Thiago Testoni         |
| Sul      | Rio Grande do Sul - Alan Martini      |

## Classificação Direta no CNB
Os candidatos vencedores dessas provas já garantiam classificação no Top 13 CNB:

### Desafio Esportivo CNB
A etapa desportiva foi realizada no Três Marias Clube de Campo:
| Colocação | Candidato                        |
| --------- | -------------------------------- |
| 1         | Rio Grande do Sul - Alan Martini |
| 2         | Santa Catarina - Edson Passos    |
| 3         | Acre - Francineudo Costa         |

### Beleza com Propósito
| Colocação | Candidato                        |
| --------- | -------------------------------- |
| 1         | Piauí - Antônio Baptista         |
| 2         | Minas Gerais - Thiago Testoni    |
| 3         | Rio Grande do Sul - Alan Martini |

## Candidatos do CNB
Disputaram o título do CNB este ano os candidatos:
| - Acre - Francineudo Costa - Amazonas - Rafael Ortiz - Bahia - Felipe Siqueira - Espírito Santo - Leandro Bosi - Goiás - André Martins - Mato Grosso do Sul - Marcos de Lara - Minas Gerais - Thiago Testoni - Pará - Lucas Gil - Paraíba - Thomas Cavalcanti - Paraná - Gleiber Siolari | - Pernambuco - Edilson Nascimento - Piauí - Thiago Baptista - Rio de Janeiro - Rafael Borges - Rio Grande do Norte - Landerson Braga - Rio Grande do Sul - Alan Martini - Rondônia - Rafael Rodrigues - Roraima - Neto Botinelly - Santa Catarina - Edson Passos - São Paulo - Rodolfo Marques - Sergipe - Júlio César - Tocantins - Cayme Barcelos |

## Designações
Candidatos escalados para concursos internacionais:
- Lucas Gil (1º. Lugar) representou o Brasil no Mister Mundo 2007, realizado em Sanya, na China e ficou em 2º. Lugar.
- Alan Martini (2º. Lugar) representou o Brasil no Mister Internacional 2007, realizado em Kuching, na Malásia e Venceu.
- Thiago Testoni (3º. Lugar) representou o Brasil no Manhunt Internacional 2008, realizado em Seul, na Coreia do Sul e parou no Top 15.